# Marie-Thérèse Joniaux
Marie Thérèse Joniaux, née Maria Thérèse Josèphe Ablaÿ, à Malines, le 15 octobre 1844, est une personnalité mondaine et empoisonneuse qui défraya la chronique en 1894-1895 dans le cadre de l'Affaire Joniaux à la suite du triple empoisonnement perpétré à l'encontre de sa sœur, Léonie Ablaÿ, de son oncle par alliance, Jacques Van de Kerkhove et de son frère, Alfred Ablaÿ. Elle est condamnée à mort le 3 février 1895. Sa peine, commuée en détention à perpétuité, elle meurt à Anvers, en 1923.

## Éléments biographiques
Marie Thérèse Ablaÿ naît à Malines, le 15 octobre 1844. Elle est issue d'une famille originaire de Mons qui comptait de nombreux militaires de haut-rang dès le début du XIXe siècle. Son père, Jules-Gustave Ablaÿ, ne faillit pas à la tradition familiale et sera lieutenant général. Ses oncles, Omer et Narcisse, furent également des généraux dans l'armée belge naissante, ainsi qu'aide de camp du Roi. Sa mère, Thérèse de Ryckman de Betz, lui donnera six enfants. On la dit être l'enfant préférée de son père, elle est la fille aînée, d'une intelligence vive et primesautière.

### Mariages
Âgée de 24 ans, elle se décide enfin pour un mariage de raison et épouse, le 10 juillet 1869, Frédéric Faber, un bibliophile bien connu sur la place belge, perdu dans ses recherches et publiant à compte d'auteur ses opuscules. Le 3 février 1871, une enfant nait de cette union, Jeanne Faber. Le couple n'est pas au diapason, lui, intellectuel, s'occupe de ses recherches, elle, mondaine consacre une énergie considérable pour maintenir le standing qui sied à son rang. Frédéric Faber meurt le 4 décembre 1884 dans des circonstances qui seront jugées suspectes par la suite. Ayant tout juste respecté la période de veuvage selon le prescrit, elle épouse en secondes noces Henri Joniaux, lui-même est veuf d'Ida Dumon avec laquelle il a eu trois enfants, Marguerite, Marthe et Charles. Il est ingénieur en chef et directeur de première classe aux ponts-et-chaussées.

### Spirale de l'endettement
Le couple ne tarde pas à s'installer dans un hôtel cossu, au 33, rue des Nerviens à Anvers. Son premier mariage lui laisse de nombreuses dettes hypothécaires et chirographaires. Les ventes immobilières n'épongent que les premières, Marie-Thérèse Ablaÿ est redevable pour partie des secondes. Leur fille, Jeanne Faber, mineure hérite néanmoins d'un montant confortable lui venant de son père dont elle sera spoliée par sa mère.

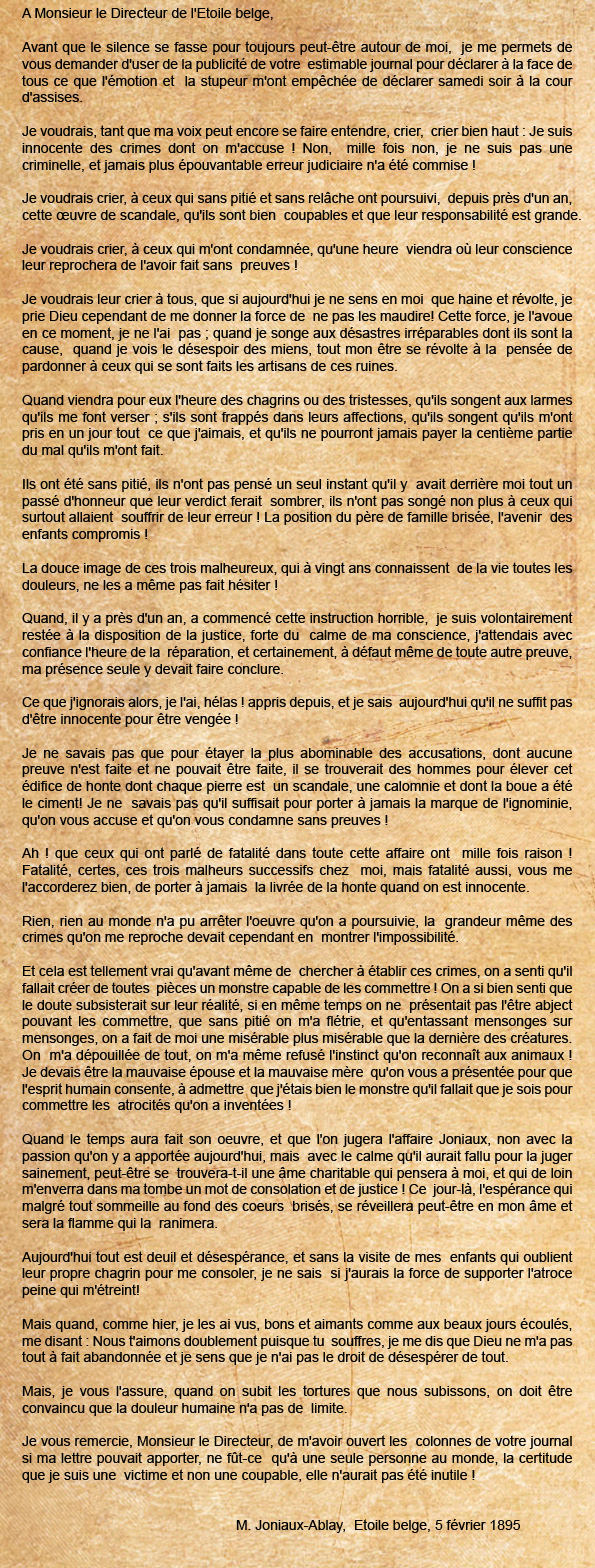
Le 5 février 1895 elle adresse un courrier au journal lÉtoile belge par l'entremise de son avocat.

Issue d'une famille aisée, bien en vue, Marie-Thérèse Ablaÿ n'entend pas vivre une vie modeste. Elle mène grand train et n'a pas son pareil pour trouver de l'argent de manière licite d'abord puis illicite. Flambeuse, elle triche à Bruxelles et à Spa mais nie farouchement avoir joué de manière inconvenante. Elle recourt au Mont-de-piété et parfois pour des montants dérisoires (75 francs belges en septembre 1887). Elle s'enferme ainsi dans une spirale d'endettement. Le 11 mai 1888, elle obtient de sa belle-mère un prêt de 30 000 francs belges à la suite d'une de ses missives, comme elle en écrira des milliers, l'implorant, lui signalant que « nous aurons une catastrophe si vous ne pouvez rien », sous-entendant que son fils pourrait, de déconvenue, mettre un terme à ses jours. Les avoirs de sa fille, Jeanne Faber, viennent en garantie et l'acte est passé, le 29 mai 1888. Le 1er juin 1888, elle est au mont-de-piété pour y déposer de l'argenterie pour un montant de 140 francs belges. Le 31 août 1888, une montre et une épingle de son mari déposée un an plus tôt arrivent à échéance ; elle est incapable de les racheter et contrainte de renouveler son engagement. Les 30 000 francs belges ont été engloutis pour rembourser les créanciers les plus virulents. Persuasive, elle s'y entend pour soutirer de l'argent à ses proches, à ses connaissances. Tous les stratagèmes sont bons. Il y en a un qu'elle affectionne particulièrement à cette époque : elle doit éponger une dette contractée par un membre de sa famille pour épargner l'honneur familial. Au début de 1890, elle se lance dans une autre activité lucrative : elle se fait maître chanteur et envoie des lettres anonymes menaçant d'esclandre ceux qui ne se plierait pas à ses exigences financières. Elle tenta ainsi de faire chanter la belle-famille de son frère à propos de son fils, Lionel que l'on retrouva mort au bord d'un étang à Lubbeek, le 26 octobre 1890.

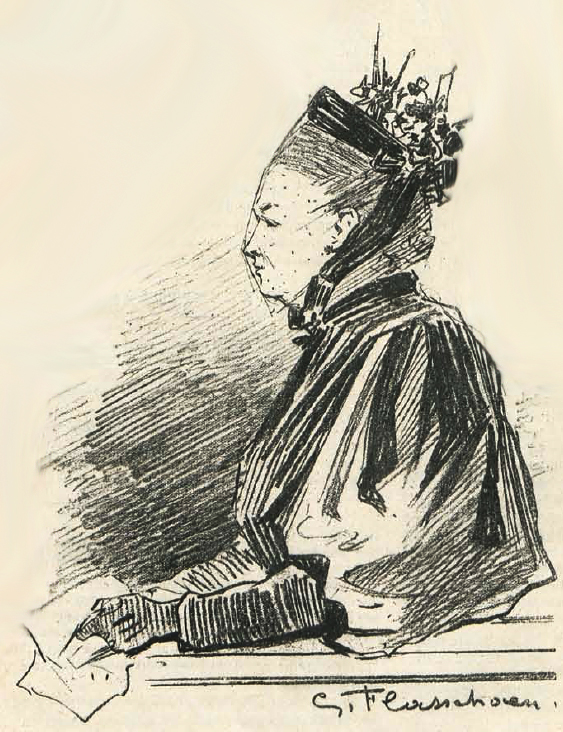
Marie Thérèse Joniaux lors de son procès en janvier 1895 publiée dans l'Illustration du 12 janvier 1895

### Point de non-retour
En janvier 1892, sa fille, Jeanne Faber, est promise en mariage à Oswald Mertens. Marie-Thérèse Joniaux ne peut imaginer un mariage sans luxe, sans dot. Sa situation financière est obérée, elle ne voit pas d'issue. Elle fait alors assurer sur la vie sa sœur, Léonie, pour un montant de 70 000 francs belges auprès de deux compagnies d'assurance. Elle prétexte une opération financière dont elle ne donne pas de détail. Léonie, attirée par les fastes des préparatifs des épousailles de Jeanne vient s'installer chez sa sœur, rue des Nerviens à Anvers. Sa santé décline, on pense au typhus, un second médecin la voit, il se veut rassurant. Le premier médecin est rappelé à 2h00 du matin et ne peut que constater le décès, nous sommes le 24 février 1892. Les assureurs s'exécuteront et l'assurance sera soldée en mars et en avril 1892. Marie-Thérèse Joniaux part alors en vacances à Monaco et en Italie. Elle règle quelques dettes mais en octobre/novembre, elle est à nouveau dans une dèche financière complète.
C'est alors que se produit chez les Joniaux un second décès. Il s'agit de l'oncle, Jacques Van de Kerkhove, alors âgé de 64 ans et venu prendre part à un dîner familial. Après le repas, il se sent mal, il s'alite et meurt le lendemain vers 11h00 du matin. Les médecins pensent à une apoplexie cérébrale. Si son mari est effectivement couché sur le testament de son oncle, il hérite d'un portefeuille d'action mais ce dont Marie-Thérèse a besoin, c'est d'argent frais, directement accessible. Elle propose alors à son gendre de lui offrir la possibilité de contracter un emprunt de 25 000 francs belges moyennant le fait qu'il accepte de mettre ses immeubles en garantie. Pour le prix de sa peine, il touchera un courtage de 5 000 francs belges. La poire pour la soif est de courte durée et en juin 1893, elle est à nouveau aux abois.
En juin 1893, elle se livre à un type nouveau de transaction. Il démontre le caractère impérieux de trouver de l'argent. Elle achète en effet à crédit pour 900 francs belges d'argenterie chez un bijoutier pour s'empresser, aussitôt, d'aller le mettre au clou au Mont-de-piété. Elle réitère la manœuvre chez deux autres bijoutiers en janvier et en février 1894. L'instruction comprendra les enjeux sous-jacents.
Le 4 février 1894, son frère, ancien capitaine de cavalerie, contraint de démissionner pour ses déconvenues financières, veuf depuis 1871 et installé à Paris où il entretient une relation avec une maîtresse, Marie Roguet, est attiré à Anvers par sa sœur. Il vient de perdre son emploi à Paris et envisage de quémander une pension alimentaire à son fils, Georges. Alfred à Paris s'était reconverti et avait jusqu'il y a peu un travail d'aide comptable. Il bénéficiait également d'une petite rente complémentaire versée par sa belle-mère, Madame Meskens. Son emploi perdu, il cède aux appels de sa sœur qui se dit vouloir lui venir en aide. Elle lui propose de lui verser une rente en échange d'une assurance sur la vie de 100 000 francs belges qu'il contracterait et dont elle serait la bénéficiaire. Il contacte une compagnie à Paris mais les conditions ne satisfont pas Marie-Thérèse Joniaux, sa sœur, en raison de mensualités trop élevées. Il arrive en Belgique, elle prend les choses en main et contacte la compagnie londonienne Gresham qui à un siège à Anvers. Le 17 février 1894 la police est souscrite et la première prime trimestrielle est versée par Marie-Thérèse Joniaux. Elle explique aux assureurs que c'est pour couvrir des avances importantes qu'elle avait faites à son frère et qu'elle souhaite également par là avantager ses enfants. Alfred Ablay meurt chez elle dans la nuit du 5 au 6 mars 1894.

### Affaire Joniaux

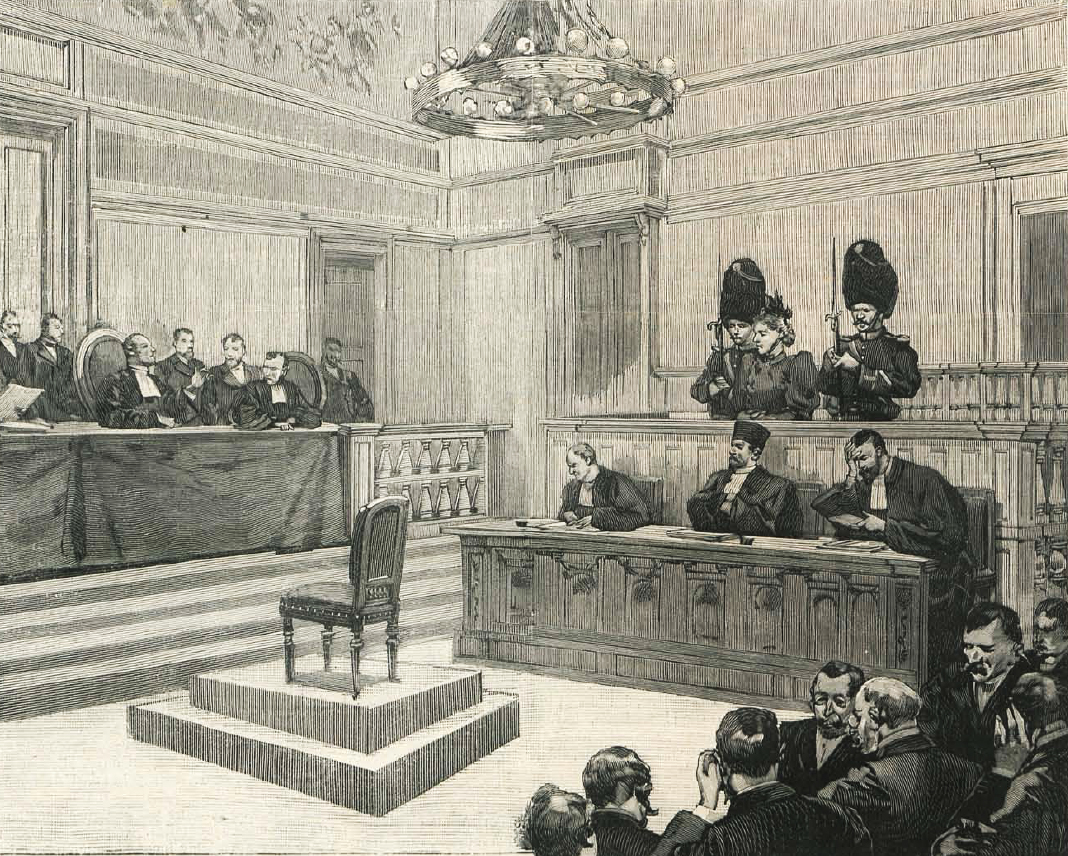
L'Illustration du 12 janvier 1895 - Marie-Thérèse Joniaux répondant à ses juges. Cour d'assises d'Anvers, janvier 1895

Le docteur Willems, trompé par les dires de Marie-Thérèse Joniaux lui rapportant une précédente consultation à Bruxelles chez un confrère conclut à un problème cardiaque ayant conduit à la mort. La compagnie Gresham ne l'entend pas de cette oreille et dépose immédiatement plainte auprès du procureur du roi à Anvers, déclenchant l'Affaire Joniaux. Marie-Thérèse Joniaux est arrêtée le 17 avril 1894. L'instruction, conduite par Eugène Hayoit de Termicourt, durera neuf mois. Le procès se déroula du 7 janvier au 3 février 1895. 296 témoins furent entendus. Marie-Thérèse Joniaux fut condamnée à la peine de mort et transférée de la prison d'Anvers à celle de Mons où elle arrive le 6 juin 1895 pour y purger sa peine commuée en détention à perpétuité.
Elle interjeta un appel en cassation mais il fut rejeté. Elle rédigera même un mémoire en vue de celui-ci. Marie-Thérèse Joniaux meurt à Anvers en 1923, elle est alors âgée de 79 ans.

## Famille de Marie Thérèse Ablay
| Nom                        | Parenté                            | Date de naissance et de décès | Remarque                                                           |
| -------------------------- | ---------------------------------- | --- | ------------------------------------------------------------------ |
| Jules-Gustave Ablaÿ        | Père                               | 1803-1875 | Lieutenant-général                                                 |
| Thérèse de Ryckman de Betz | Mère                               | 1811-1890 |                                                                    |
| Alfred Ablaÿ               | Frère                              | 1840 - mort empoisonné le 6 mars 1894 | officier, il épouse Constance Meskens qui meurt le 21 juin 1871    |
| Lionel Ablaÿ               | Neveu (fils du précédent)          | Mort noyé dans un étang à Lubbeek le 26 octobre 1890. On le retrouve enfermé dans un sac, la corde au cou. On conclut néanmoins à un suicide. | Sera à l'origine de lettre anonyme envoyée par Marie-Thérèse Ablay |
| Georges Ablaÿ              | Neveu (frère du précédent)         | |                                                                    |
| Charles Ablaÿ              | Frère                              | 1851 - 1918 | Colonel de cavalerie à Bruxelles                                   |
| Émilie Ablaÿ               | Sœur                               | 1846 | Elle réside à Boitsfort et meurt avant 1895                        |
| Hortense Ablaÿ             | Sœur                               | | Elle réside à Boitsfort                                            |
| Léonie Ablaÿ               | Sœur                               | morte empoisonnée, le 24 février 1892 |                                                                    |
| Jacques Van de Kerkhove    | Oncle                              | 1829 - mort empoisonné, le 17 mars 1893 |                                                                    |
| Marie Thérèse Ablaÿ        |                                    | 15 octobre 1844 - 1923 | Condamnée en 1895                                                  |
| Frédéric Faber             | Époux (mariage le 10 juillet 1869) | 2 juillet 1837 - 4 décembre 1884 | Mort dans des circonstances suspectes                              |
| Jeanne Faber               | Fille                              | 3 février 1871 - 22 août 1945 | Elle épouse Oswald Mertens                                         |
| Henri Joniaux              | Époux (mariage le 1er mars 1886)   | |                                                                    |